# KINTEX
Корейский международный выставочный центр (корейский: 킨텍스, широко известный как KINTEX) — выставочный центр, расположенный в муниципальном округе Ильсан-согу города Кояна провинции Кёнгидо, примерно в 23 километрах от Сеула, Южная Корея. Он состоит из двух выставочных центров, один из которых соединен с офисным зданием его материнской компании KINTEX Inc., и является крупнейшим местом проведения MICE в Южной Корее.

## Обзор
Это трехэтажное здание на участке земли площадью 224 800 м2 между центральной улицей Ильсана Чунанно и рекой Ханган. Общая крытая выставочная площадь составляет 108 049 м2 . Это единственный выставочный центр в Корее, площадь которого превышает 100 000 м2 . Вскоре после открытия здесь состоялся Сеульский автосалон 2005 года.

## История
- 1999 04 Утвержден для города Коян, чтобы привлечь строительство Международного выставочного центра
- 2002 02 Международный выставочный центр Кояна был официально назван KINTEX (Корейский международный выставочный центр)
- 2003 03 Запущен KINTEX CI
- 2005 04 Торжественное открытие первого выставочного центра KINTEX
- 2006 12 Сменил название компании на KINTEX, провел технико-экономическое обоснование второго выставочного центра
- 2007 07 Подтвердил законность строительства второго выставочного центра
- 2008 12 Назначил инженерный и строительный консорциум Hyundai для строительства второго выставочного центра
- 2009 07 Началось строительство второго выставочного центра

## Объекты
- Крытая выставочная площадь: первый выставочный центр 53 541 м2 (576 310 кв. футов), второй выставочный центр 54 508 м2 (586 720 кв. футов)
- Открытая выставочная площадь: первый выставочный центр 2 849 м2 (30 670 кв. футов), второй выставочный центр 68 000 м2 (730 000 кв. футов)
- Зал для проведения мероприятий: вместимость 6000 мест
- 26 конференц-залов
- Большой бальный зал

## Известные события
Являясь крупнейшим выставочным центром страны, KINTEX принимал у себя множество региональных выставок (организованных KOTRA), а также международных конференций и выставок. Это главное место проведения проходящего раз в два года Сеульского автосалона и одно из мест проведения Международного фестиваля цветов в Кояне.
Компания Kintex провела Всемирную универсиаду 2015 года в Гарварде, а в 2021 году проведет Чемпионат мира по дебатам среди университетов.

### Спорт
KINTEX был местом проведения чемпионата мира по тяжелой атлетике 2009 года и шоу фигурного катания All That Skate 2010 года.

### Развлечения
В этом месте проводились различные мероприятия, такие как музыкальная программа SBS «Гайо Тэджон» в конце года, 2013 Mnet 20’s Choice Awards, Выставка Infinite Challenge Expo с декабря 2015 года по январь 2016 года, награды tvN10 Awards 2016, 31-я премия Golden Disc Awards и, совсем недавно, этап оценки загрузки подразделения в соревновании на выживание. 32-я церемония вручения премии «Золотой диск» состоится в KINTEX 10-11 января 2018 года.

### Тесты
Многие важные тесты, такие как экзамены на государственную службу и вступительные экзамены в компанию, сдаются в KINTEX.